# Wunder der Schöpfung
Wunder der Schöpfung ist ein 1925 produzierter, deutscher Lehrfilm, der versucht, das gesamte damals bekannte Wissen über das Universum darzustellen. Das Drehbuch wurde von Hanns Walter Kornblum und Ernst Krieger geschrieben. Der Film handelt vom Sonnensystem, seiner Herkunft und Mechanik, der Gravitation, den Sternen und dem Wesen der Galaxien.
Der Film gilt als ein Paradebeispiel des Genres Kulturfilm und ist ein Vorläufer des modernen Dokumentarfilms. Er enthält eine Vielzahl von Spezialeffekten und Animationen sowie Darstellungen von hypothetischen Reisen im Sonnensystem und zu den Sternen.
Das Filmmaterial wurde für die Spezialeffekte eingefärbt.
Der Film wurde 2008 vom Filmmuseum München in Zusammenarbeit mit dem Mediakasvatus- ja kuvaohjelmakeskus in Helsinki und der Deutschen Kinemathek in Berlin rekonstruiert.
Der aktuelle Rechteinhaber ist die Friedrich-Wilhelm-Murnau-Stiftung.

## Akte
1. Akt – Auf dem Weg zur Wahrheit
Die Geschichte der Kosmologie wird erläutert.
2. Akt – Der nächtliche Himmel
Der Mond, seine Bewegung und seine Phasen, Gezeiten, Mondfinsternisse sowie die Fixsterne, die Berliner Sternwarte, Sternbilder, der Polarstern, Kometen, Meteore und Sternschnuppen werden gezeigt.
3. Akt – Das Gestirn des Tages
Es werden Sonnenflecken, Polarlichter, Sonnenfinsternisse, Protuberanzen, die Nacht, der Tag und die Meridiane dargestellt. Die Hitze des Äquators wird der Kälte der Pole gegenübergestellt und die irdischen Jahreszeiten werden veranschaulicht.
4. Akt – Ein Flug zum Mond
Gezeigt wird ein Phantasieschiff, das von elektrischer Energie angetrieben und Raumschiff genannt wird. Dargestellt wird der Start des Schiffs, erörtert wird das Wesen des Vakuums, die Vorstellung eines Mondtages. Außerdem wird die Erde vom Mond aus beobachtet.
5. Akt – Der Sonne Kinder
Die phantastische Reise führt weiter zu Merkur (zu jener Zeit war der wissenschaftliche Stand noch, dass der Merkur immer die gleiche Seite der Sonne zuwende), Venus und Mars, wo man seine Jahreszeiten und Polkappen und die von der Erde aus beobachteten Kanäle erkennen kann. Dargestellt wird eine imaginäre Landung, beim nachfolgenden Landgang scheinen die Astronauten aufgrund der geringen Schwerkraft zu hüpfen. Anschließend wird der Asteroidengürtel durchquert. Eine Darstellung von Gullivers Reise nach Lilliput dient dazu, die Größe des Jupiters zu erklären. Die Monde Jupiters werden präsentiert. Man zeigt einen Menschen, der sich anstrengt, um auf der Oberfläche Jupiters zu kriechen, sowie Riesen, die auf dem Jupiter wohnen. Die Ringe des Saturn werden als zahllose kleine Körper dargestellt; die Ringe und die Monde des Saturns werden vom Saturn aus beobachtet. Weiter geht die Reise zu Uranus und Neptun, dessen Entdeckung und einzigen großen Mond man sehen kann.
6. Akt – An den Toren der Unendlichkeit
Es wird erklärt, dass es im Weltraum kein „oben“ und „unten“ gibt, und versucht, Leute in der Schwerelosigkeit darzustellen. Es wird über Nebel diskutiert. Die Reisenden benutzen einen flachen Bildschirm, um Nachrichten von der Erde zu empfangen, wobei sie geschichtliche Ereignisse beobachten. Als das Raumschiff sich schneller als das Licht vorwärts bewegt, beobachten die Reisenden die gleichen geschichtlichen Ereignisse in umgekehrter Reihenfolge. Das Schiff fliegt dann sehr viel schneller als Licht, um Doppelsterne zu besuchen – Algol im Sternbild des Perseus und Kugelsternhaufen. Die fantastische Reise endet, als sie den letzten Stern der Milchstraße hinter sich lassen. 1924 war es umstritten, ob die Milchstraße das ganze Universum enthält.
7. Akt – Werden und Vergehen im Weltenraum
Dieser Teil behandelt die relative Bewegung der Sterne und verdeutlicht, dass die Formen der Sternbilder eine Sache der Perspektive sind; man zeigt, wie eine Menge Gas die Form einer spiralförmigen Scheibe annehmen kann, worin sich Knoten formen, um Planeten zu werden – im Anfangsstadium sind sie gasförmig und bilden dann einen festen Kern – die Herausbildung von erdähnlichen Planeten; die Erosion der Oberfläche der Erde und prähistorische Lebewesen werden dargestellt.
Es wird über die Zukunft der Erde spekuliert – man zeigt frierende Leute, dann eine aufgeblähte Darstellung der Erde, die nach dem Zusammenprall mit einem anderen Himmelskörper verbrennt.

## Weitere Mitwirkende
Wissenschaftliche Beratung:
- Paul Guthnick
- August Kopff
- Hans Ludendorff
- Professor Dr. Solger

Bauten:
- Gustav Hennig
- Hans Minzloff
- Walter Reimann
- Karl Stahl-Urach
- Otto Moldenhauer

## Rekonstruktion des Films
- Stefan Drößler
- Christian Ketels
- Gerhard Ullmann

„Danksagung an“:
- Antti Alanen
- Annette Groschke
- Juha Kindberg
- Konrad und Wolfgang Kornblum
- Eva Orbanz
- Jon Wengström

## Rezeption und Nachwirkung
Der Film wurde als „überwältigend“ beschrieben und war, im Gegensatz zur späteren und bekannteren Ufa-Produktion Metropolis, ein großer Erfolg.
Szenen des Films werden oft als Vorläufer von Weltraum-Science-Fiction-Filmen gesehen, vor allem von Stanley Kubricks 2001: Odyssee im Weltraum.
Der Geist und Inhalt des Films zeigt Parallelen zu Carl Sagans Fernsehserie Unser Kosmos.